# Сборная Парагвая по футболу
Сбо́рная Парагва́я по футбо́лу (исп. Selección de fútbol de Paraguay, гуар. Poravo Paraguáigua Vakapipopo pegua) — команда, которая представляет Парагвай на международных турнирах и в товарищеских матчах по футболу. Управляющая организация — Парагвайская футбольная ассоциация.
По состоянию на 3 апреля 2025 года в рейтинге ФИФА сборная занимает 48-е место.

## Уровень развития футбола в стране
Традиционно, несмотря на слабое экономическое развитие в сравнении с другими южноамериканскими странами, такими как Чили, Перу или Колумбия, парагвайский футбол считается четвёртым в Южной Америке после Бразилии, Аргентины и Уругвая. Об этом свидетельствуют результаты сборной — 8 раз Парагвай участвовал в финальных стадиях чемпионатов мира, дважды становился чемпионом Южной Америки. Сборная доходила до финала Олимпийских игр 2004 года в Афинах. Традиционно, в Парагвае появляются выдающиеся футболисты, такие как Арсенио Эрико, Хулио Сесар Ромеро, Хосе Луис Чилаверт, Карлос Гамарра, Хосе Сатурнино Кардосо, Франсиско Арсе, Хулио Сесар Касерес, Сальвадор Кабаньяс и другие. На клубном уровне выдающихся результатов добилась асунсьонская «Олимпия», трижды выигрывавшая Кубок Либертадорес и давшая сборной целую плеяду хороших игроков. Помимо Олимпии, заметный вклад в историю сборной Парагвая, как и всего парагвайского футбола, внесли «Серро Портеньо», «Либертад», «Гуарани», «Насьональ», «Спортиво Лукеньо». Подавляющее число ведущих клубов страны представляют Асунсьон либо его пригороды.

## История
В начале XX века футбол дошёл и до Парагвая. В 1906 году была создана парагвайская футбольная Лига, а в 1910 году для участия в товарищеском матче против аргентинской команды «Эркулес» из Корриентеса была созвана первая сборная Парагвая. Разумеется, тот матч не вошёл в реестр международных матчей, ведь в КОНМЕБОЛ Парагвай вступил только в 1921 году, а в ФИФА — в 1925. Несмотря на это, первым матчем против национальной команды всё равно признаётся встреча против Аргентины в 1919 году.
С самого своего первого чемпионата Южной Америки Парагвай зарекомендовал себя в качестве неуступчивого соперника для признанных фаворитов — Уругвая, Аргентины и, в особенности, Бразилии. Первый же матч на ЧЮА-1921 Парагвай выиграл у Уругвая со счётом 2:1, что стало оглушительной сенсацией, ведь уругвайцы к тому моменту выиграли три из четырёх чемпионатов, а в 1919 году лишь на 150-й минуте дополнительной игры за «золото» в Рио-де-Жанейро пропустили решающий гол от бразильцев, хозяев первенства. Впрочем, другие две встречи против Бразилии и Аргентины Парагвай проиграл по 0:3.
В 1922 году первенство проходило в Бразилии. Три команды, в числе которых оказался и Парагвай, набрали по 5 очков; должен был состояться «золотой турнир». От участия в нём сборная Уругвая отказалась, в знак протеста против того, что судить должен был бразильский арбитр. Соответственно, уже в своём втором чемпионате Парагвай повёл борьбу за золото с Бразилией. Хозяева легко выиграли (3:0), но Парагвай увёз домой своё первое серебро континентального первенства. Впоследствии парагвайцы не раз становились третьими призёрами чемпионата, а в 1929 году вновь заняли второе место (лидером сборной был Аурелио Гонсалес).
Парагвай в конце 1940-х — начале 1950-х обладал одним из сильнейших составов в Южной Америке. В 1947 и в 1949 году «альбироха» дважды занимала второе место на чемпионатах Южной Америки. По иронии, в 1949 году Бразилия в третий раз принимала у себя континентальное первенство (которое де-факто было репетицией домашнего же чемпионата мира), и в третий же раз для победы ей понадобился дополнительный матч. К последнему туру хозяева опережали Парагвай на 2 очка, однако гости выиграли 2:1 и добились права на «золотой матч», как это было в 1922 году. Но и в этот раз Бразилия обыграла гостей, на сей раз со счётом 7:0 и по праву ожидала такой же лёгкой победы и на предстоящем в 1950 году чемпионате мира (которой не произошло уже по причине наличия сборной Уругвая).
В команде 1922 года одним из лидеров был Мануэль Флейтас Солич, который в 1953 году приведёт к победе в Судамерикано (так тогда уже назывались чемпионаты Южной Америки) свою сборную в качестве главного тренера. Турнир 1953 года должен был состояться в Парагвае, однако из-за плохой инфраструктуры он был перенесён в Перу, чья ассоциация больше всех сопротивлялась проведению чемпионата в Асунсьоне. Однако это лишь озлобило парагвайскую команду, которая в 6-матчевом однокруговом турнире набрала 8 очков, столько же, сколько и Бразилия. И с третьей попытки Парагвай всё же выиграл у «канарильяс» «золотой матч» — 3:2.
В 1950-е годы сборная Парагвая ещё один раз напомнила о себе, когда сенсационно смогла обойти в отборочной группе уругвайцев (полуфиналистов ЧМ-1954). «Альбироха» вновь, как и на двух предыдущих южноамериканских «мундиалях», в которых она приняла участие (1930, 1950), не смогла выйти из группы.
До конца 1970-х годов футбол в Парагвае находился в стагнации, лишь эпизодически сборная (вице-чемпионы ЧЮА-1963) и клубы («Олимпия» — первый финалист Кубка Либертадорес 1960) показывали заметные результаты. Конец же 1970-х ознаменовался оглушительными победами парагвайского футбола — «Олимпия» завоевала Кубок Либертадорес и Межконтинентальный кубок в 1979 году, и тогда же Парагвай выиграл свой второй титул на международной арене — Кубок Америки (так с 1975 года именуются чемпионаты Южной Америки). 10 из 32 (турнир тогда не имел хозяев, проводился с разъездами с июля по декабрь, больше походя на отборочный цикл к чемпионату мира, этим и обусловлено большое число сыгравших футболистов) чемпионов представляли «Олимпию», 8 — «Серро Портеньо».
В 1986 году парагвайцы, ведомые Хулио Сесаром Ромеро, впервые в своей истории вошли в число 16 лучших команд мира. Турниры 1990 и 1994 году Парагвай пропустил, а начиная с 1998 года сборная этой страны стала относиться к числу постоянных участников «мундиаля». Главной звездой в 1998 году был вратарь-бомбардир Хосе Луис Чилаверт, признанный лучшим голкипером турнира (наряду с Фабьеном Бартезом). В 1999 году страна впервые провела Кубок Америки, однако дальше 1/4 финала «полосатым» продвинуться не удалось. В 2002 году Парагвай во второй раз подряд вышел в 1/8 финала ЧМ, чего не смог повторить в 2006.

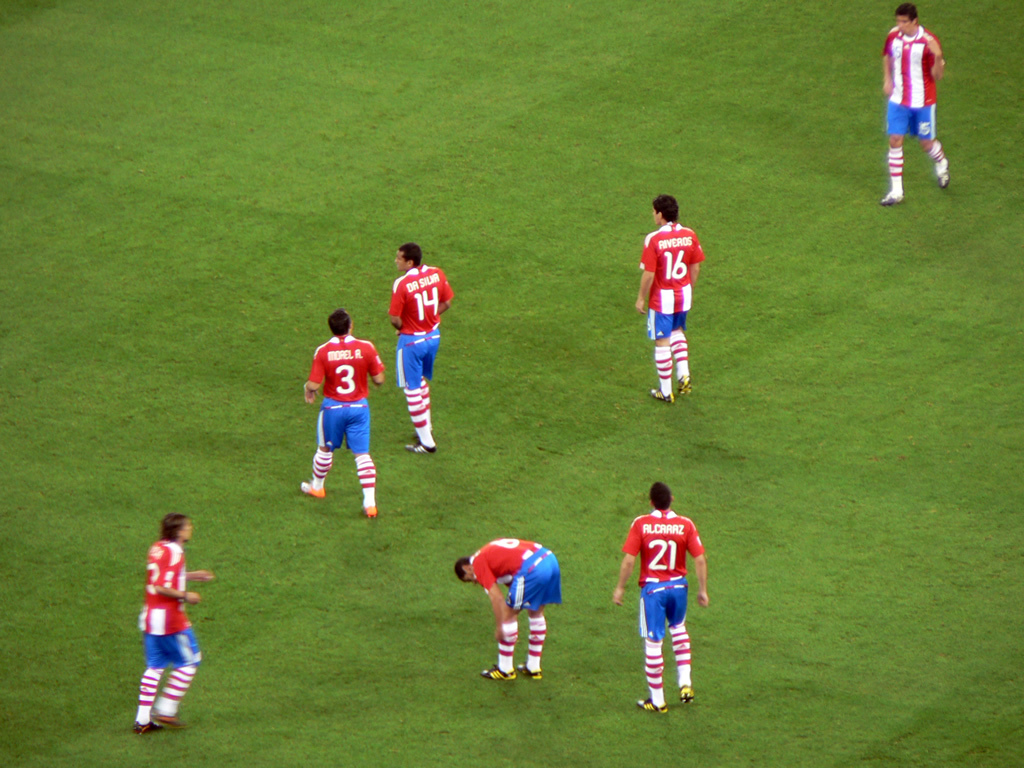
Игроки сборной Парагвая в матче против Италии на чемпионате мира 2010 года

На чемпионате мира-2010 Парагвай в четвёртый раз в своей истории преодолел стадию группового турнира, выйдя в 1/8-ю финала. Сборная Парагвая попала в одну группу с Италией (действующими чемпионами мира), Новой Зеландией (объективно одной из слабейших по составу и опыту команд турнира), а также Словакией, дебютантом подобного рода первенств. Парагвайцы сыграли вничью с итальянцами и новозеландцами, победив словаков. Таким образом Парагвай впервые в своей истории стал победителем группы. В стадии 1/8 плей-офф парагвайцы встретились со сборной Японии и одержали победу в серии пенальти. В 1/4 стадии плей-офф сборная Парагвая встречалась с командой Испании. В очень напряженном матче и упорнейшей борьбе парагвайцы уступили со счетом 0:1. На 59-й минуте матча игрок сборной Парагвая Оскар Кардосо не реализовал пенальти. Дополнительный интерес к играм сборной на этом чемпионате мира привлекала парагвайская модель Лариса Рикельме, которая была признана газетой Marca, девушкой кубка мира (World Cup’s Girlfriend).

## Текущий состав
Следующие игроки были вызваны в состав сборной главным тренером Гильермо Барросом Скелотто для участия в матчах отборочного турнира чемпионата мира 2022 против сборной Уругвая (27 января 2022) и сборной Бразилии (1 февраля 2022).
Игры и голы приведены по состоянию на 16 ноября 2021 года:
|  | Вр  | Антони Сильва         | 27 февраля 1984 (41 год)  | 48 | 0 | Пуэбла            |  |  |
|  | Вр  | Анхель Гонсалес       | 4 февраля 2003 (22 года)  | 0  | 0 | Порту U19         |  |  |
|  |     |                       |                           |    |   |                   |  |  |
|  | Защ | Густаво Гомес         | 6 мая 1993 (32 года)      | 58 | 4 | Палмейрас         |  |  |
|  | Защ | Хуниор Алонсо         | 9 февраля 1993 (32 года)  | 45 | 2 | Краснодар         |  |  |
|  | Защ | Фабиан Бальбуэна      | 23 августа 1991 (33 года) | 24 | 0 | Динамо Москва     |  |  |
|  | Защ | Сантьяго Арсамендия   | 5 мая 1998 (27 лет)       | 20 | 0 | Кадис             |  |  |
|  | Защ | Роберт Рохас          | 30 апреля 1996 (29 лет)   | 15 | 1 | Ривер Плейт       |  |  |
|  | Защ | Хуан Эскобар          | 3 июля 1995 (30 лет)      | 12 | 0 | Крус Асуль        |  |  |
|  | Защ | Омар Альдерете        | 26 декабря 1996 (28 лет)  | 10 | 0 | Валенсия          |  |  |
|  | Защ | Давид Мартинес        | 21 января 1998 (27 лет)   | 9  | 1 | Ривер Плейт       |  |  |
|  |     |                       |                           |    |   |                   |  |  |
|  | ПЗ  | Мигель Альмирон       | 1 февраля 1994 (31 год)   | 41 | 3 | Ньюкасл Юнайтед   |  |  |
|  | ПЗ  | Ричард Санчес         | 29 марта 1996 (29 лет)    | 25 | 1 | Америка Мехико    |  |  |
|  | ПЗ  | Сельсо Ортис          | 26 января 1989 (36 лет)   | 22 | 0 | Монтеррей         |  |  |
|  | ПЗ  | Матиас Вильясанти     | 24 января 1997 (28 лет)   | 21 | 0 | Гремио            |  |  |
|  | ПЗ  | Анхель Кардосо Лусена | 19 октября 1994 (30 лет)  | 14 | 0 | Серро Портеньо    |  |  |
|  | ПЗ  | Матиас Рохас          | 3 ноября 1995 (29 лет)    | 10 | 0 | Расинг Авельянеда |  |  |
|  | ПЗ  | Андрес Кубас          | 22 мая 1996 (29 лет)      | 7  | 0 | Ним Олимпик       |  |  |
|  | ПЗ  | Брайан Охеда          | 27 июня 2000 (25 лет)     | 2  | 0 | Ноттингем Форест  |  |  |
|  | ПЗ  | Хесус Медина          | 30 апреля 1997 (28 лет)   | 1  | 0 | Спартак Москва    |  |  |
|  |     |                       |                           |    |   |                   |  |  |
|  | Нап | Антонио Санабрия      | 4 марта 1996 (29 лет)     | 27 | 2 | Торино            |  |  |
|  | Нап | Брайан Самудио        | 23 декабря 1995 (29 лет)  | 15 | 1 | Депортиво Толука  |  |  |
|  | Нап | Карлос Гонсалес       | 4 февраля 1993 (32 года)  | 11 | 0 | Тигрес УАНЛ       |  |  |
|  | Нап | Луис Амарилья         | 25 августа 1995 (29 лет)  | 4  | 0 | Велес Сарсфилд    |  |  |

## Рекордсмены

### Гвардейцы сборной
| №  | Игрок                  | Годы      | М   | Г  |
| -- | ---------------------- | --------- | --- | -- |
| 1  | Пауло да Силва         | 2000—2017 | 148 | 3  |
| 2  | Хусто Вильяр           | 1999—2018 | 120 | 0  |
| 3  | Роке Санта Крус        | 1999—2016 | 112 | 32 |
| 4  | Карлос Гамарра         | 1993—2006 | 110 | 12 |
| 5  | Кристиан Риверос       | 2005—2018 | 101 | 16 |
| 6  | Роберто Акунья         | 1993—2011 | 100 | 5  |
| =  | Денис Каниса           | 1996—2010 | 100 | 1  |
| 8  | Сельсо Айяла           | 1993—2003 | 85  | 6  |
| 9  | Хосе Сатурнино Кардосо | 1991—2006 | 82  | 25 |
| 10 | Карлос Бонет           | 2002—2013 | 80  | 1  |

### Лучшие бомбардиры
| № | Игрок                  | Годы      | Г  | М   |
| - | ---------------------- | --------- | -- | --- |
| 1 | Роке Санта Крус        | 1999—2016 | 32 | 112 |
| 2 | Хосе Сатурнино Кардосо | 1991—2006 | 25 | 82  |
| 3 | Кристиан Риверос       | 2005—2018 | 16 | 101 |
| 4 | Сатурнино Арруа        | 1969—1980 | 13 | 26  |
| = | Хулио Сесар Ромеро     | 1979—1986 | 13 | 32  |
| = | Нельсон Вальдес        | 2004—2017 | 13 | 77  |
| 7 | Оскар Кардосо          | 2006—2019 | 12 | 54  |
| = | Карлос Гамарра         | 1993—2006 | 12 | 110 |
| 9 | Роберто Кабаньяс       | 1981—1992 | 11 | 28  |
| = | Мигель Анхель Бенитес  | 1996—1999 | 11 | 29  |

## Статистика выступлений

### Чемпионат мира
| Чемпионат мира | Чемпионат мира           | Чемпионат мира           | Чемпионат мира           | Чемпионат мира           | Чемпионат мира           | Чемпионат мира           | Чемпионат мира           | Чемпионат мира           |
| Год            | Раунд                    | Место                    | И                        | В                        | Н*                       | П                        | ГЗ                       | ГП                       |
| -------------- | ------------------------ | ------------------------ | ------------------------ | ------------------------ | ------------------------ | ------------------------ | ------------------------ | ------------------------ |
| 1930           | Групповой этап           | 9-e                      | 2                        | 1                        | 0                        | 1                        | 1                        | 3                        |
| 1934           | Не участвовали           | Не участвовали           | Не участвовали           | Не участвовали           | Не участвовали           | Не участвовали           | Не участвовали           | Не участвовали           |
| 1938           | Не участвовали           | Не участвовали           | Не участвовали           | Не участвовали           | Не участвовали           | Не участвовали           | Не участвовали           | Не участвовали           |
| 1950           | Групповой этап           | 11-e                     | 2                        | 0                        | 1                        | 1                        | 2                        | 4                        |
| 1954           | Не прошли квалификацию   | Не прошли квалификацию   | Не прошли квалификацию   | Не прошли квалификацию   | Не прошли квалификацию   | Не прошли квалификацию   | Не прошли квалификацию   | Не прошли квалификацию   |
| 1958           | Групповой этап           | 12-e                     | 3                        | 1                        | 1                        | 1                        | 9                        | 12                       |
| 1962           | Не прошли квалификацию   | Не прошли квалификацию   | Не прошли квалификацию   | Не прошли квалификацию   | Не прошли квалификацию   | Не прошли квалификацию   | Не прошли квалификацию   | Не прошли квалификацию   |
| 1966           | Не прошли квалификацию   | Не прошли квалификацию   | Не прошли квалификацию   | Не прошли квалификацию   | Не прошли квалификацию   | Не прошли квалификацию   | Не прошли квалификацию   | Не прошли квалификацию   |
| 1970           | Не прошли квалификацию   | Не прошли квалификацию   | Не прошли квалификацию   | Не прошли квалификацию   | Не прошли квалификацию   | Не прошли квалификацию   | Не прошли квалификацию   | Не прошли квалификацию   |
| 1974           | Не прошли квалификацию   | Не прошли квалификацию   | Не прошли квалификацию   | Не прошли квалификацию   | Не прошли квалификацию   | Не прошли квалификацию   | Не прошли квалификацию   | Не прошли квалификацию   |
| 1978           | Не прошли квалификацию   | Не прошли квалификацию   | Не прошли квалификацию   | Не прошли квалификацию   | Не прошли квалификацию   | Не прошли квалификацию   | Не прошли квалификацию   | Не прошли квалификацию   |
| 1982           | Не прошли квалификацию   | Не прошли квалификацию   | Не прошли квалификацию   | Не прошли квалификацию   | Не прошли квалификацию   | Не прошли квалификацию   | Не прошли квалификацию   | Не прошли квалификацию   |
| 1986           | 1/8 финала               | 13-e                     | 4                        | 1                        | 2                        | 1                        | 4                        | 6                        |
| 1990           | Не прошли квалификацию   | Не прошли квалификацию   | Не прошли квалификацию   | Не прошли квалификацию   | Не прошли квалификацию   | Не прошли квалификацию   | Не прошли квалификацию   | Не прошли квалификацию   |
| 1994           | Не прошли квалификацию   | Не прошли квалификацию   | Не прошли квалификацию   | Не прошли квалификацию   | Не прошли квалификацию   | Не прошли квалификацию   | Не прошли квалификацию   | Не прошли квалификацию   |
| 1998           | 1/8 финала               | 14-e                     | 4                        | 1                        | 2                        | 1                        | 3                        | 2                        |
| 2002           | 1/8 финала               | 16-e                     | 4                        | 1                        | 1                        | 2                        | 6                        | 7                        |
| 2006           | Групповой этап           | 18-e                     | 3                        | 1                        | 0                        | 2                        | 2                        | 2                        |
| 2010           | 1/4 финала               | 8-e                      | 5                        | 1                        | 3                        | 1                        | 3                        | 2                        |
| 2014           | Не прошли квалификацию   | Не прошли квалификацию   | Не прошли квалификацию   | Не прошли квалификацию   | Не прошли квалификацию   | Не прошли квалификацию   | Не прошли квалификацию   | Не прошли квалификацию   |
| 2018           | Не прошли квалификацию   | Не прошли квалификацию   | Не прошли квалификацию   | Не прошли квалификацию   | Не прошли квалификацию   | Не прошли квалификацию   | Не прошли квалификацию   | Не прошли квалификацию   |
| 2022           | Не прошли квалификацию   | Не прошли квалификацию   | Не прошли квалификацию   | Не прошли квалификацию   | Не прошли квалификацию   | Не прошли квалификацию   | Не прошли квалификацию   | Не прошли квалификацию   |
| 2026           | Участвуют в квалификации | Участвуют в квалификации | Участвуют в квалификации | Участвуют в квалификации | Участвуют в квалификации | Участвуют в квалификации | Участвуют в квалификации | Участвуют в квалификации |
| 2030           | Будет определено позднее | Будет определено позднее | Будет определено позднее | Будет определено позднее | Будет определено позднее | Будет определено позднее | Будет определено позднее | Будет определено позднее |
| Итого          | 1/4 финала               | 8/22                     | 27                       | 7                        | 10                       | 10                       | 30                       | 38                       |

*Включены матчи завершившиеся послематчевыми пенальти

### Кубок Америки
| Чемпионат Южной Америки/Кубок Америки | Чемпионат Южной Америки/Кубок Америки | Чемпионат Южной Америки/Кубок Америки | Чемпионат Южной Америки/Кубок Америки | Чемпионат Южной Америки/Кубок Америки | Чемпионат Южной Америки/Кубок Америки | Чемпионат Южной Америки/Кубок Америки | Чемпионат Южной Америки/Кубок Америки | Чемпионат Южной Америки/Кубок Америки |
| Год                                   | Раунд                                 | Позиция                               | И                                     | В                                     | Н                                     | П                                     | ГЗ                                    | ГП                                    |
| ------------------------------------- | ------------------------------------- | ------------------------------------- | ------------------------------------- | ------------------------------------- | ------------------------------------- | ------------------------------------- | ------------------------------------- | ------------------------------------- |
| 1916                                  | Не участвовали                        | Не участвовали                        | Не участвовали                        | Не участвовали                        | Не участвовали                        | Не участвовали                        | Не участвовали                        | Не участвовали                        |
| 1917                                  | Не участвовали                        | Не участвовали                        | Не участвовали                        | Не участвовали                        | Не участвовали                        | Не участвовали                        | Не участвовали                        | Не участвовали                        |
| 1919                                  | Не участвовали                        | Не участвовали                        | Не участвовали                        | Не участвовали                        | Не участвовали                        | Не участвовали                        | Не участвовали                        | Не участвовали                        |
| 1920                                  | Не участвовали                        | Не участвовали                        | Не участвовали                        | Не участвовали                        | Не участвовали                        | Не участвовали                        | Не участвовали                        | Не участвовали                        |
| 1921                                  | Четвертое место                       | 4-е                                   | 3                                     | 1                                     | 0                                     | 2                                     | 2                                     | 7                                     |
| 1922                                  | Второе место                          | 2-е                                   | 4                                     | 2                                     | 1                                     | 1                                     | 5                                     | 3                                     |
| 1923                                  | Третье место                          | 3-е                                   | 3                                     | 1                                     | 0                                     | 2                                     | 4                                     | 6                                     |
| 1924                                  | Третье место                          | 3-е                                   | 3                                     | 1                                     | 1                                     | 1                                     | 4                                     | 4                                     |
| 1925                                  | Третье место                          | 3-е                                   | 4                                     | 0                                     | 0                                     | 4                                     | 4                                     | 13                                    |
| 1926                                  | Четвертое место                       | 4-е                                   | 4                                     | 1                                     | 0                                     | 3                                     | 8                                     | 20                                    |
| 1927                                  | Не участвовали                        | Не участвовали                        | Не участвовали                        | Не участвовали                        | Не участвовали                        | Не участвовали                        | Не участвовали                        | Не участвовали                        |
| 1929                                  | Второе место                          | 2-е                                   | 3                                     | 2                                     | 0                                     | 1                                     | 9                                     | 4                                     |
| 1935                                  | Не участвовали                        | Не участвовали                        | Не участвовали                        | Не участвовали                        | Не участвовали                        | Не участвовали                        | Не участвовали                        | Не участвовали                        |
| 1937                                  | Четвертое место                       | 4-е                                   | 5                                     | 2                                     | 0                                     | 3                                     | 8                                     | 16                                    |
| 1939                                  | Третье место                          | 3-е                                   | 4                                     | 2                                     | 0                                     | 2                                     | 9                                     | 8                                     |
| 1941                                  | Не участвовали                        | Не участвовали                        | Не участвовали                        | Не участвовали                        | Не участвовали                        | Не участвовали                        | Не участвовали                        | Не участвовали                        |
| 1942                                  | Четвертое место                       | 4-е                                   | 6                                     | 2                                     | 2                                     | 2                                     | 11                                    | 10                                    |
| 1945                                  | Не участвовали                        | Не участвовали                        | Не участвовали                        | Не участвовали                        | Не участвовали                        | Не участвовали                        | Не участвовали                        | Не участвовали                        |
| 1946                                  | Третье место                          | 3-е                                   | 5                                     | 2                                     | 1                                     | 2                                     | 8                                     | 8                                     |
| 1947                                  | Второе место                          | 2-е                                   | 7                                     | 5                                     | 1                                     | 1                                     | 16                                    | 11                                    |
| 1949                                  | Второе место                          | 2-е                                   | 8                                     | 6                                     | 0                                     | 2                                     | 21                                    | 13                                    |
| 1953                                  | Чемпионы                              | 1-е                                   | 7                                     | 4                                     | 2                                     | 1                                     | 14                                    | 8                                     |
| 1955                                  | Пятое место                           | 5-е                                   | 5                                     | 1                                     | 1                                     | 3                                     | 7                                     | 14                                    |
| 1956                                  | Пятое место                           | 5-е                                   | 5                                     | 0                                     | 2                                     | 3                                     | 3                                     | 8                                     |
| 1957                                  | Не участвовали                        | Не участвовали                        | Не участвовали                        | Не участвовали                        | Не участвовали                        | Не участвовали                        | Не участвовали                        | Не участвовали                        |
| 1959                                  | Третье место                          | 3-е                                   | 6                                     | 3                                     | 0                                     | 3                                     | 12                                    | 12                                    |
| 1959                                  | Пятое место                           | 5-е                                   | 4                                     | 0                                     | 1                                     | 3                                     | 6                                     | 11                                    |
| 1963                                  | Второе место                          | 2-е                                   | 6                                     | 4                                     | 1                                     | 1                                     | 13                                    | 7                                     |
| 1967                                  | Четвертое место                       | 4-е                                   | 5                                     | 2                                     | 0                                     | 3                                     | 9                                     | 13                                    |
| 1975                                  | Групповой этап                        | 7-е                                   | 4                                     | 1                                     | 1                                     | 2                                     | 5                                     | 5                                     |
| 1979                                  | Чемпионы                              | 1-е                                   | 6                                     | 3                                     | 3                                     | 0                                     | 9                                     | 3                                     |
| 1983                                  | Третье место                          | 3-е                                   | 2                                     | 0                                     | 2                                     | 0                                     | 1                                     | 1                                     |
| 1987                                  | Групповой этап                        | 9-е                                   | 2                                     | 0                                     | 1                                     | 1                                     | 0                                     | 3                                     |
| 1989                                  | Четвертое место                       | 4-е                                   | 7                                     | 3                                     | 1                                     | 3                                     | 9                                     | 10                                    |
| 1991                                  | Групповой этап                        | 6-е                                   | 4                                     | 2                                     | 0                                     | 2                                     | 7                                     | 8                                     |
| 1993                                  | 1/4 финала                            | 8-е                                   | 4                                     | 1                                     | 1                                     | 2                                     | 2                                     | 7                                     |
| 1995                                  | 1/4 финала                            | 6-е                                   | 4                                     | 2                                     | 1                                     | 1                                     | 6                                     | 5                                     |
| 1997                                  | 1/4 финала                            | 7-е                                   | 4                                     | 1                                     | 1                                     | 2                                     | 2                                     | 5                                     |
| 1999                                  | 1/4 финала                            | 6-е                                   | 4                                     | 2                                     | 2                                     | 0                                     | 6                                     | 1                                     |
| 2001                                  | Групповой этап                        | 10-е                                  | 3                                     | 0                                     | 2                                     | 1                                     | 4                                     | 6                                     |
| 2004                                  | 1/4 финала                            | 5-е                                   | 4                                     | 2                                     | 1                                     | 1                                     | 5                                     | 5                                     |
| 2007                                  | 1/4 финала                            | 5-е                                   | 4                                     | 2                                     | 0                                     | 2                                     | 8                                     | 8                                     |
| 2011                                  | Второе место                          | 2-е                                   | 6                                     | 0                                     | 5                                     | 1                                     | 5                                     | 8                                     |
| 2015                                  | Четвертое место                       | 4-е                                   | 6                                     | 1                                     | 3                                     | 2                                     | 6                                     | 12                                    |
| 2016                                  | Групповой этап                        | 12-е                                  | 3                                     | 0                                     | 1                                     | 2                                     | 1                                     | 3                                     |
| 2019                                  | 1/4 финала                            | 8-е                                   | 4                                     | 0                                     | 3                                     | 1                                     | 3                                     | 4                                     |
| 2021                                  | 1/4 финала                            | 6-е                                   | 5                                     | 2                                     | 1                                     | 2                                     | 8                                     | 6                                     |
| 2024                                  | Групповой этап                        |                                       | 3                                     | 0                                     | 0                                     | 3                                     | 3                                     | 8                                     |
| Итого                                 | 2 титула                              | 38/47                                 | 180                                   | 64                                    | 43                                    | 73                                    | 267                                   | 311                                   |

## Форма

### Домашняя
| ЧМ-1986 | 1996—1998 | ЧМ-1998 | КА-1999   | ЧМ-2002 | КА-2004 | ЧМ-2006 | КА-2007 | 2008—2009 | ЧМ-2010 | КА-2011 |
| КА-2015 | КА-2019   | КА-2021 | 2022—2024 | КА-2024 |         |         |         |           |         |         |

### Гостевая
| 1996—1998 | ЧМ-1998 | КА-1999   | ЧМ-2002 | КА-2004 | ЧМ-2006 | КА-2007 | 2008—2009 | ЧМ-2010 | КА-2011 | КА-2015 |
| КА-2019   | КА-2021 | 2022—2024 | КА-2024 |         |         |         |           |         |         |         |

### Резевная
| ЧМ-1998 |

Источники:,